# الكيمياء، وأنها إلى الصحة أقرب
الكيمياء وأنها إلى الصحة أقرب هو كتاب لأبي بكر الرازي، درس الرازي في هذا الكتاب المعادن وقسمها إلى أنواع وعين خصائصها وصفات كل معدن من المعادن وذكر في تلك الكتاب المواد المعروفة في عصره وقام بتقسيمها إلى أربعة اقسام المواد المعدنية والمواد النباتية والمواد الحيوانية والمواد المشتقة استخلص حمض الكبريتيك وكتب طريقة الاستخلاص وكتب صناعة الكحول ظل الكتاب يدرس في الجامعات الأوربية إلى القرن السابع عشر الميلادي.